# Monteverdi Sierra
Monteverdi Sierra är en personbil, tillverkad av den schweiziska biltillverkaren Monteverdi mellan 1977 och 1982.

## Monteverdi Sierra
Efter oljekrisen 1973 sjönk efterfrågan på 375-modellen, med dess stora V8-motor drastiskt. Efterföljaren Monteverdi Sierra, som introducerades på Internationella bilsalongen i Genève 1977, hade mindre och bränslesnålare motorer. Sierra baserades på Dodge Aspen, med ny front och akter samt lyxigare interiör. Bilen hade sedankaross, men senare tillkom en cabriolet och även en kombi.

## Motorer
| Modell | Motor             | Cylindervolym | Effekt | Bränslesystem   |
| ------ | ----------------- | ------------- | ------ | --------------- |
|        | 8-cyl V-motor ohv | 5210 cm³      | 152 hk | Enkel förgasare |
|        | 8-cyl V-motor ohv | 5898 cm³      | 190 hk | Enkel förgasare |